# All Out (2020)
All Out 2020 — второе ежегодное реслинг-шоу, All Out. Одно из четырёх ведущих Pay-per-view производства All Elite Wrestling. Проходило 5 сентября 2020 года на арене Daily's Place, в городе Джэксонвилл, штат Флорида, Соединённые Штаты Америки. Шоу стало вторым мероприятием в хронологии All Out.
Первоначально мероприятие планировалось провести на Sears Centre Arena в Хоффман-Эстейтс, штат Иллинойс, где состоялось первое Pay-per-view All Out. Однако губернатор штата Иллинойс Джей Роберт Прицкер 9 марта представил декларацию о стихийной ситуации, эквивалентной чрезвычайному положению в штате, по которой запрещаются все массовые мероприятия в связи с пандемией COVID-19 охватившей штат. В связи с этим запретом PPV было перенесено на арену Daily's Place, где с марта проводятся все мероприятия AEW. Из за некоторых послаблений ограничений на проведение мероприятий с большим количеством народу на данное шоу были проданы билеты, со времен Revolution (2020) прошедшей ещё в феврале, хотя количество мест в зале была существенно сокращено.
На мероприятии было проведено одиннадцать матчей, два на Buy In и девять в основное время PPV В главном событии Джон Моксли победил MJF в сопровождении Вардлоу, защитив титул чемпиона мира AEW. В двух других титульных матчах Хикару Шида победила Тандер Розу защитив титул женской чемпионки мира AEW, а за титул командных чемпионство мира AEW команда FTR (Кэш Уиллер и Дакс Харвуд) в сопровождении Талли Бланшара победили действующих чемпионов Кенни Омегу и Адама Пейджа став новыми чемпионами. Также Орандж Кэссиди победил Криса Джерико в матче Mimosa Mayhem, а Мэтт Харди победил Сэмми Гевару в матч Broken Rules с отсчётом до 10.
PPV получило достаточно негативные отзывы, в отличие от похвалы, которую получили предыдущие мероприятия AEW. Критика была в основном сосредоточена на несчастном случае, произошедшем во время матча между Мэттом Харди и Сэмми Геварой, когда Харди упал с ножничного подъемника и ударился головой о бетонный пол, но ему разрешили продолжить матч. Критика также была направлена в адрес большей части андеркарта, однако три матча были в целом хорошо приняты.

## Результаты матчей

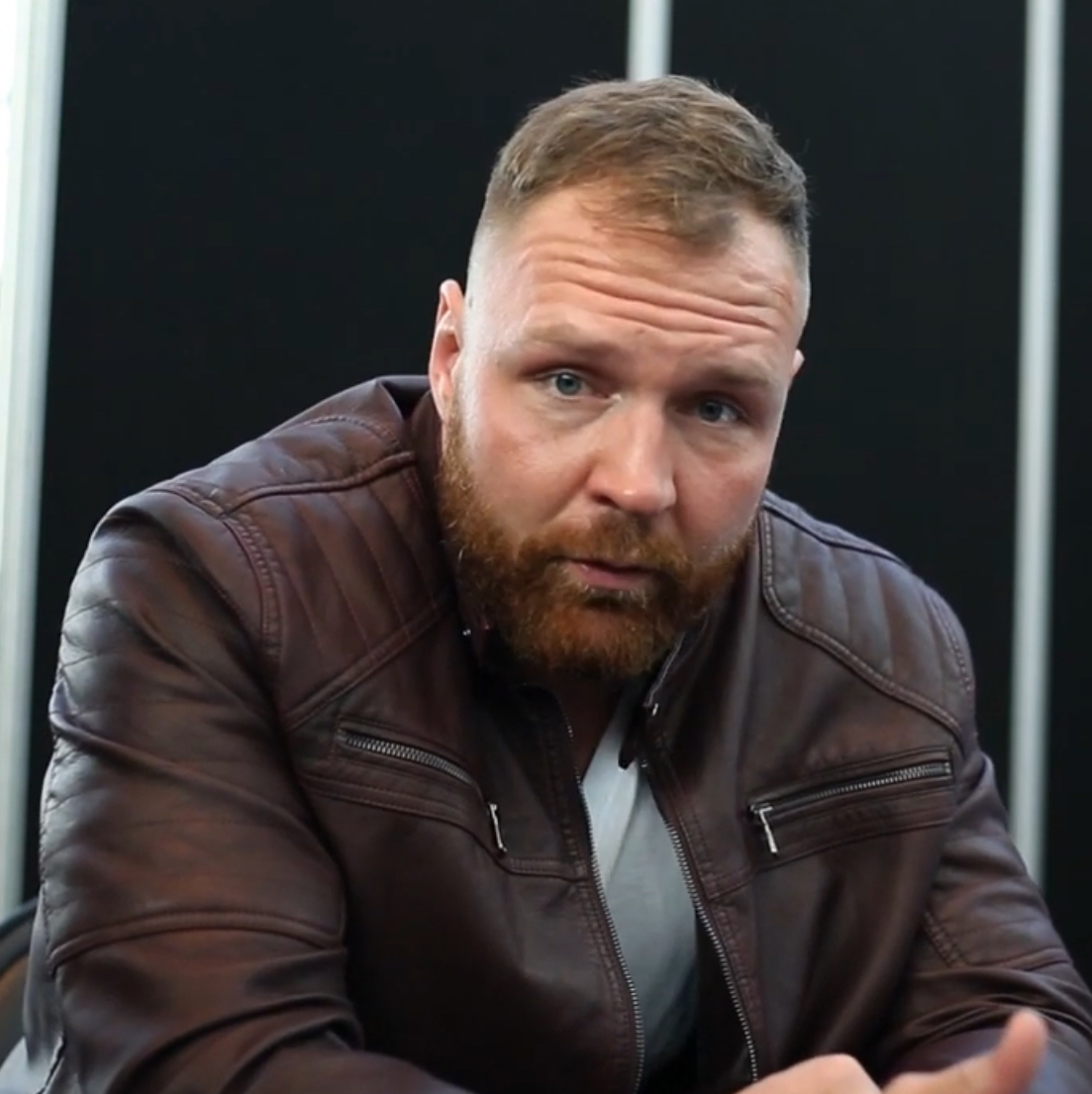
Джон Моксли защитил титул чемпиона мира AEW

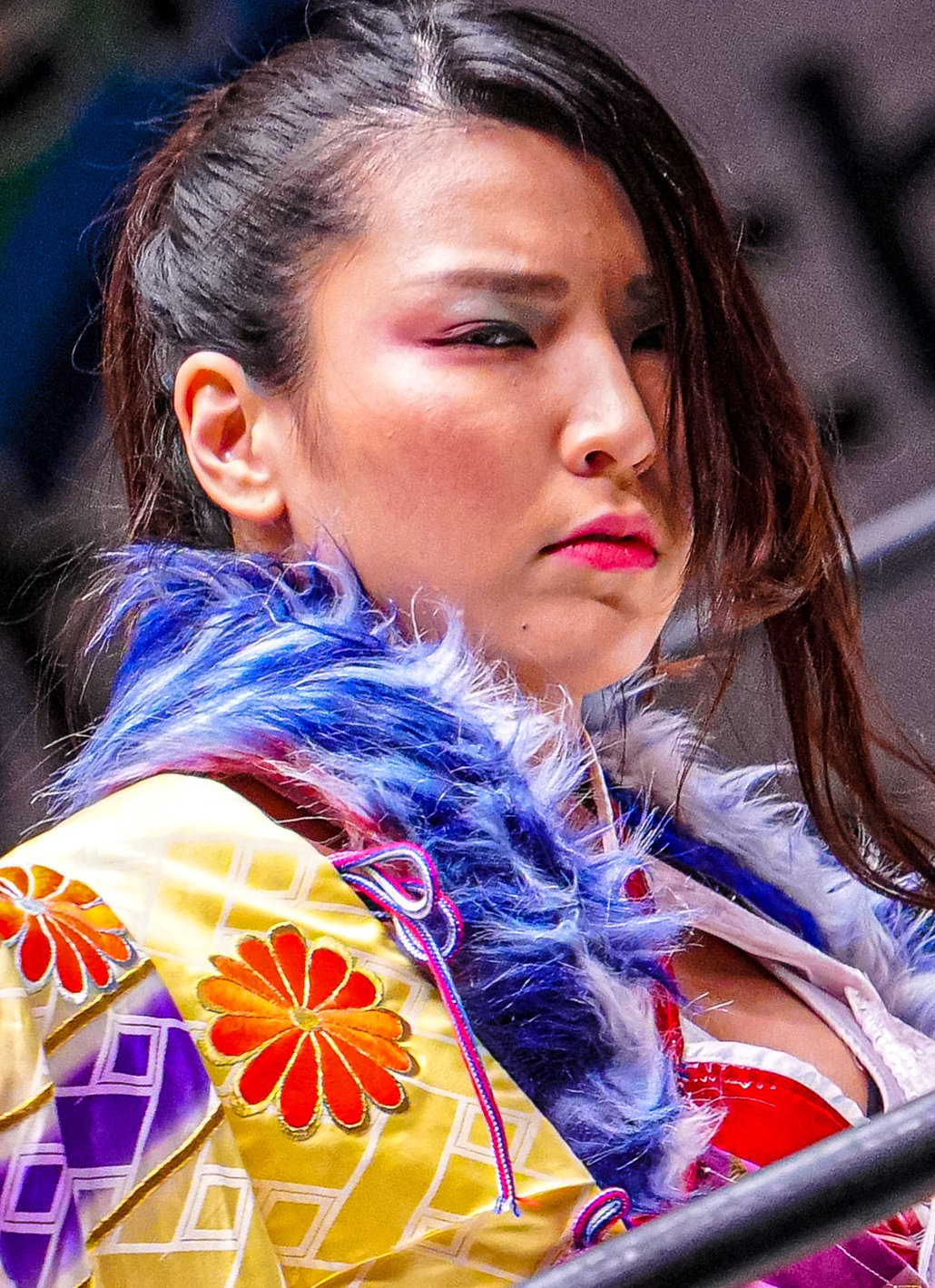
Хикару Шида защитила титул женской чемпионки мира AEW

| №                                 | Матч | Тип матча                                                                                         | Время | Ссылки |
| --------------------------------- | --- | ------------------------------------------------------------------------------------------------- | ----- | ------ |
| Kick Off                          | Джои Джанела с (Сонни Кисс) победил Серпентико с (Лютером) | Одиночный матч                                                                                    | 7:35  | [ 9 ]  |
| Kick Off                          | Private Party (Исайя Кэссиди и Марк Куин) победили Тёмный Орден (Алекса Рейнолдса и Джона Сильвера)                                                                                           | Командный матч                                                                                    | 10:25 | [ 9 ]  |
| 1                                 | Биг Свол победила Бритт Бейкер с (Ребел) | Матч в стом клинике Бритт Бейкер с удержанием где угодно                                          | 10:00 | [ 9 ]  |
| 2                                 | Янг Бакс (Мэтт Джексон и Ник Джексон) победили Юрский Экспресс (Джангл Боя и Лучазавра) с (Марко Стантом)                                                                                     | Командный матч                                                                                    | 14:50 | [ 9 ]  |
| 3                                 | Лэнс Арчер победил, устранив последнего участника Эдди Кингстона | Матч Casino Battle Royale с 21 участником, за первое претендентство, за титул чемпиона мира AEW   | 22:15 | [ 9 ]  |
| 4                                 | Мэтт Харди победил Сэмми Гевару | Матч Broken Rules с отсчётом до 10 Если Харди проигрывает, он должен покинуть All Elite Wrestling | 9:00  | [ 9 ]  |
| 5                                 | Хикару Шида (с) победила Тандер Розу | Одиночный матч, за титул чемпиона мира AEW среди женщин                                           | 17:00 | [ 9 ]  |
| 6                                 | Мэтт Кардона, Скорпио Скай и Кошмарная семья (Дастин Роудс и Кью.Ти. Маршалл) c (Элли и Брэнди Роудс) победили Тёмный Орден (Броди Ли, Кольта Кабану, Ивил Уно и Стю Грейсона) с (Анной Джей) | Командный матч с восемью участниками                                                              | 15:10 | [ 9 ]  |
| 7                                 | FTR (Кэш Уилер и Дакс Харвуд) с (Талли Бланшаром) победили Кенни Омегу и Адама Пейджа (с) | Командный матч, за титул командных чемпионов мира AEW                                             | 29:40 | [ 9 ]  |
| 8                                 | Орандж Кэссиди победил Криса Джерико | Матч Mimosa Mayhem Победа достигается тогда, когда противни упал в сосуд с мимозой                | 15:15 | [ 9 ]  |
| 9                                 | Джон Моксли (c) победил MJF (с Вардлоу) | Одиночный матч, за титул чемпиона мира AEW Моксли запрещено использовать приём Смена парадигмы    | 23:40 | [ 9 ]  |
| (c) — чемпион на момент поединка. | |                                                                                                   |       |        |

### Участники матча Casino Battle Royale
Матч начала первая масть, пятеро рестлеров. Через каждые три минуты в матч вступала следующая масть, ещё пять участников. 21-й участник Джокер выходил один и самый последний.

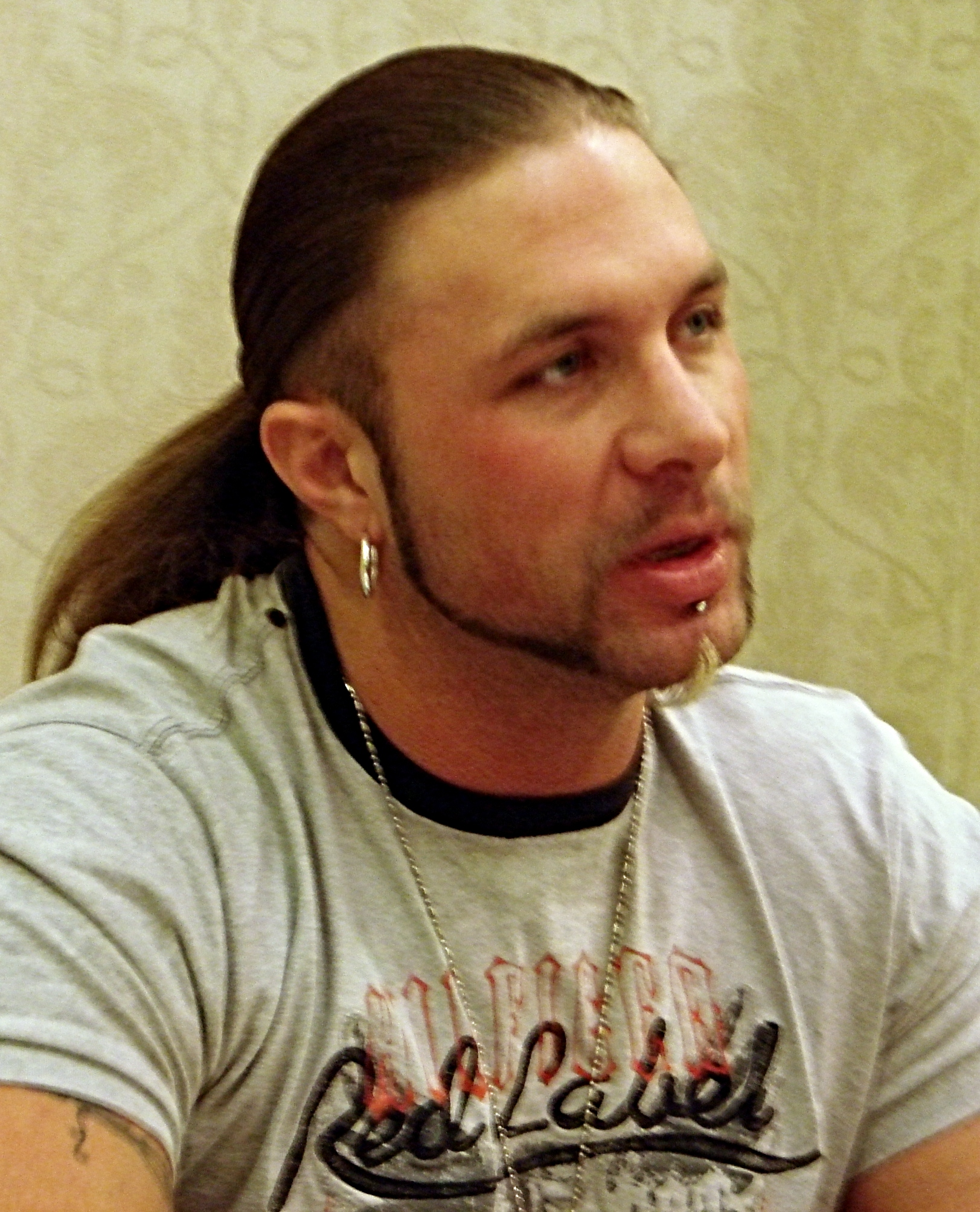
Лэнс Арчер второй победитель матча
Casino Battle Royale

| Масть  | Рестлер           | Порядок устранения | Кто выбил       | Выбил из матча |
| ------ | ----------------- | ------------------ | --------------- | -------------- |
| Трефы  | Трент             | 9                  | Лэнс Арчер      | 1              |
| Трефы  | Кристофер Дэниелс | 2                  | Джейк Хагер     | 0              |
| Трефы  | Джейк Хагер       | 6                  | Сонни Кисс      | 1              |
| Трефы  | Блэйд             | 1                  | Уилл Хоббс      | 0              |
| Трефы  | Рей Феникс        | 4                  | Дарби Аллин     | 0              |
| Бубны  | Фрэнки Казарян    | 12                 | Мясник          | 1              |
| Бубны  | Уилл Хоббс        | 16                 | Лэнс Арчер      | 1              |
| Бубны  | Чак Тейлор        | 5                  | Сантана и Ортиc | 0              |
| Бубны  | Сантана           | 8                  | Трент           | 1              |
| Бубны  | Ортиc             | 10                 | Лэнс Арчер      | 1              |
| Черви  | Билли             | 3                  | Брайан Кейдж    | 0              |
| Черви  | Пента Эль Зеро М  | 11                 | Фрэнки Казарян  | 0              |
| Черви  | Рики Старкс       | 13                 | Дарби Аллин     | 0              |
| Черви  | Брайан Кейдж      | 17                 | Лэнс Арчер      | 3              |
| Черви  | Дарби Аллин       | 14                 | Брайан Кейдж    | 2              |
| Пики   | Шон Спирс         | 15                 | Мэтт Сайдал     | 0              |
| Пики   | Эдди Кингстон     | 20                 | Лэнс Арчер      | 1              |
| Пики   | Мясник            | 18                 | Мэтт Сайдал     | 1              |
| Пики   | Сонни Кисс        | 7                  | Брайан Кейдж    | 1              |
| Пики   | Лэнс Арчер        | —                  | Победитель      | 5              |
| Джокер | Мэтт Сайдал       | 19                 | Эдди Кингстон   | 2              |